# Inszuszinak
Inszuszinak – bóg świata zmarłych w mitologii elamickiej. Był również opiekunem prawa.